# 島 (郡山市)
島（しま）は、福島県郡山市に所在する町丁である。郵便番号は963-8034。

## 地理
郡山市役所本庁所管地域である市街中心部に属する。北で亀田、東で桑野、南東で開成、南で台新、西で鳴神、堤、北西角で柏山町とそれぞれ隣接する。中心市街地北西部に位置し、住居表示が実施されている。国道4号あさか野バイパスと国道49号に挟まれた新さくら通り沿線の区域を範囲とし、新さくら通りを境とし北に一丁目、南に二丁目が設置されている。新さくら通り沿いに商業施設等が立地し、その裏手に住宅地が広がる。開成に所在する郡山警察署開成山交番、および堂前町に所在する郡山消防署本署がそれぞれ管轄にあたる。

## 世帯数と人口
2024年1月1日現在の世帯数と人口は以下の通りである。
| 町丁 | 世帯数    | 人口    |
| ---- | --------- | ------- |
| 島   | 1,400世帯 | 2,725人 |

## 小・中学校の学区
市立小・中学校に通う場合、学区は以下の通りとなる。
| 番地                                                                           | 小学校             | 中学校                 |
| ------------------------------------------------------------------------------ | ------------------ | ---------------------- |
| 下記を除く全域                                                                 | 郡山市立開成小学校 | 郡山市立郡山第一中学校 |
| 二丁目15・20～21・23～37・ 38番地の9～15・39～40・ 41番地の2～23・42番地の5～8 | 郡山市立大成小学校 | 郡山市立郡山第一中学校 |
| 一丁目2～10・12～17・19～28番、 二丁目38番地の16・19～22・ 42番地の10～20      | 郡山市立桑野小学校 | 郡山市立郡山第六中学校 |

## 交通

### 道路
- 国道4号あさか野バイパス
- 一級市道33号桑野大槻線（新さくら通り）
- 一般市道島二丁目下亀田線（地区東端。国道49号の一区画西に並走する。）

## 施設等
- 福島銀行 開成支店
- 山形銀行 郡山支店
- ヨークタウン郡山島
  - ヨークベニマル 郡山島店
  - ダイソー 郡山島店
- ザ・ビッグ 島店
- 魚べい 郡山島店
- 幸楽苑 新さくら通り店
- 東京靴流通センター 郡山新さくら通り店
- 二宮神社
- 島中央公園
- 島公園